# Attichy
Attichy és un municipi francès, situat al departament de l'Oise i a la regió dels Alts de França. L'any 2007 tenia 1.926 habitants.

## Demografia

### Població
El 2007 la població de fet d'Attichy era de 1.926 persones. Hi havia 678 famílies de les quals 164 eren unipersonals (88 homes vivint sols i 76 dones vivint soles), 215 parelles sense fills, 251 parelles amb fills i 48 famílies monoparentals amb fills.
La població ha evolucionat segons el següent gràfic:
Habitants censats

### Habitatges
El 2007 hi havia 777 habitatges, 702 eren l'habitatge principal de la família, 34 eren segones residències i 41 estaven desocupats. 647 eren cases i 118 eren apartaments. Dels 702 habitatges principals, 511 estaven ocupats pels seus propietaris, 170 estaven llogats i ocupats pels llogaters i 21 estaven cedits a títol gratuït; 10 tenien una cambra, 66 en tenien dues, 134 en tenien tres, 227 en tenien quatre i 265 en tenien cinc o més. 554 habitatges disposaven pel capbaix d'una plaça de pàrquing. A 368 habitatges hi havia un automòbil i a 279 n'hi havia dos o més.

### Piràmide de població
La piràmide de població per edats i sexe el 2009 era:
| Homes | Edats   | Dones |
| ----- | ------- | ----- |
| 8     | 95 o +  | 12    |
| 8     | 90 a 94 | 28    |
| 12    | 85 a 89 | 48    |
| 12    | 80 a 84 | 36    |
| 28    | 75 a 79 | 48    |
| 40    | 70 a 74 | 32    |
| 40    | 65 a 69 | 48    |
| 52    | 60 a 64 | 40    |
| 72    | 55 a 59 | 52    |
| 44    | 50 a 54 | 84    |
| 52    | 45 a 49 | 56    |
| 80    | 40 a 44 | 52    |
| 64    | 35 a 39 | 56    |
| 60    | 30 a 34 | 76    |
| 48    | 25 a 29 | 44    |
| 24    | 20 a 24 | 32    |
| 48    | 15 a 19 | 56    |
| 88    | 10 a 14 | 68    |
| 64    | 5 a 9   | 52    |
| 40    | 0 a 4   | 36    |

## Economia
El 2007 la població en edat de treballar era de 1.157 persones, 841 eren actives i 316 eren inactives. De les 841 persones actives 781 estaven ocupades (433 homes i 348 dones) i 60 estaven aturades (25 homes i 35 dones). De les 316 persones inactives 120 estaven jubilades, 88 estaven estudiant i 108 estaven classificades com a «altres inactius».

### Ingressos
El 2009 a Attichy hi havia 715 unitats fiscals que integraven 1.811,5 persones, la mediana anual d'ingressos fiscals per persona era de 19.140 €.

### Activitats econòmiques
Dels 70 establiments que hi havia el 2007, 2 eren d'empreses alimentàries, 6 d'empreses de fabricació d'altres productes industrials, 12 d'empreses de construcció, 9 d'empreses de comerç i reparació d'automòbils, 4 d'empreses de transport, 6 d'empreses d'hostatgeria i restauració, 3 d'empreses financeres, 3 d'empreses immobiliàries, 11 d'empreses de serveis, 9 d'entitats de l'administració pública i 5 d'empreses classificades com a «altres activitats de serveis».
Dels 24 establiments de servei als particulars que hi havia el 2009, 1 era una oficina d'administració d'Hisenda pública, 1 gendarmeria, 1 oficina de correu, 3 tallers de reparació d'automòbils i de material agrícola, 1 taller d'inspecció tècnica de vehicles, 1 autoescola, 3 paletes, 1 guixaire pintor, 3 fusteries, 2 lampisteries, 1 empresa de construcció, 3 perruqueries i 3 restaurants.
Dels 4 establiments comercials que hi havia el 2009, 1 era una botiga de més de 120 m², 2 fleques i 1 una botiga de congelats.
L'any 2000 a Attichy hi havia 6 explotacions agrícoles.

## Equipaments sanitaris i escolars
L'únic equipament sanitari que hi havia el 2009 era una farmàcia.
El 2009 hi havia 1 escola maternal i 1 escola elemental.

## Poblacions més properes
El següent diagrama mostra les poblacions més properes.